# Neblinaea promontoriorum
Neblinaea promontoriorum là một loài thực vật có hoa trong họ Cúc. Loài này được Maguire & Wurdack mô tả khoa học đầu tiên năm 1957.